# Raion de Criuleni
Le raion de Criuleni est un raion de la république de Moldavie, dont le chef-lieu est Criuleni. En 2014, sa population était de 70 648 habitants.

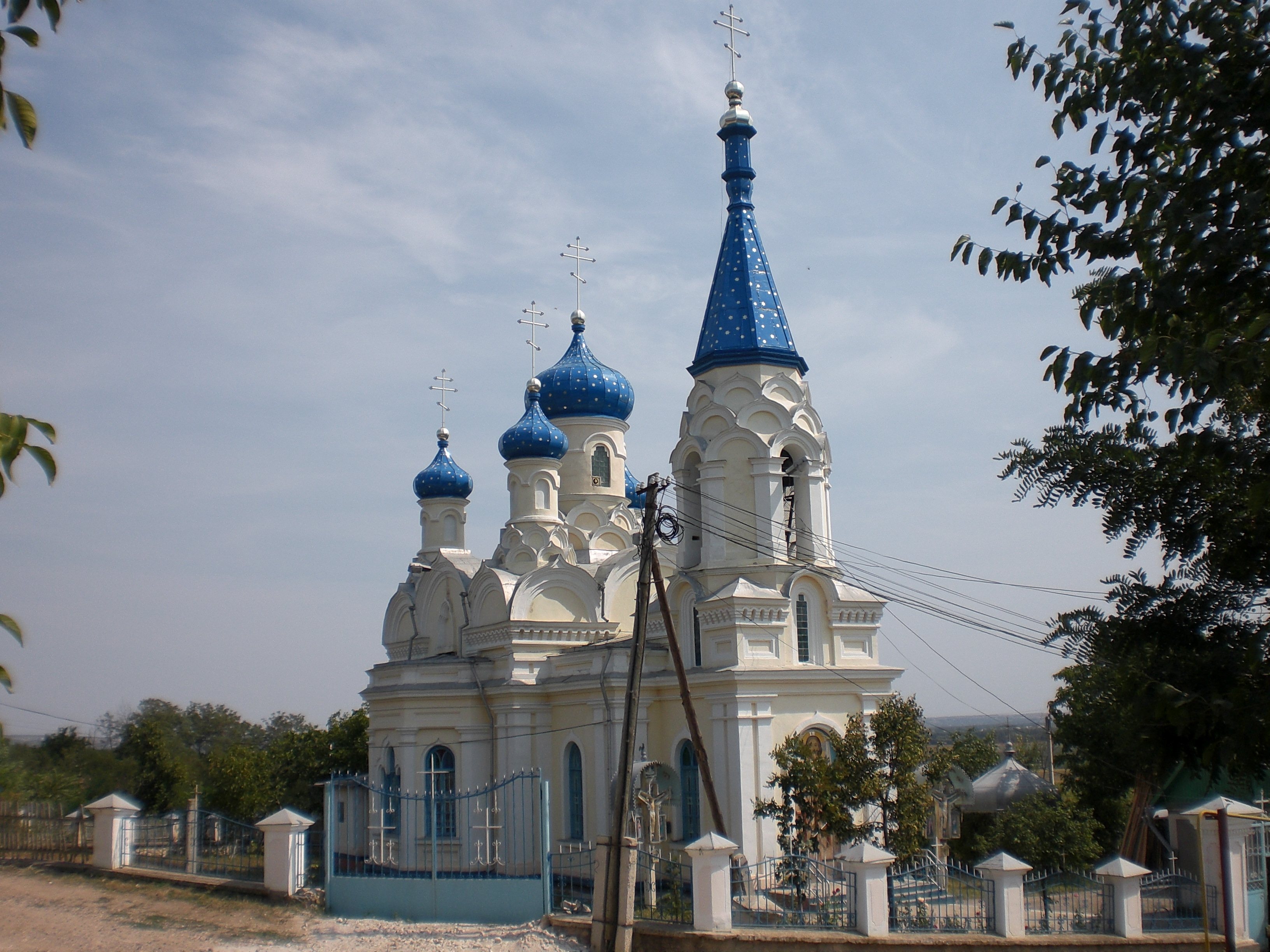
Église d'Onitcani

## Démographie
| Groupe ethnique      | %    |
| -------------------- | ---- |
| Moldaves et Roumains | 95,4 |
| Ukrainiens           | 3,2  |
| Russes               | 1,1  |
| Autres               | 0,2  |
| Bulgares             | 0,1  |

## Religions
- 98,6 % de la population du raïon est chrétienne, dont une grande partie sont orthodoxes.
- 0,4 % de la population est athée ou sans religion.